# Žalec
Žalec là một khu tự quản (tiếng Slovenia: občine, số ít – občina) trong vùng Savinjska của Slovenia. Žalec có diện tích 117.1 km2, dân số là theo điều tra ngày 31 tháng 3 năm 2002 là 20335 người. Thủ phủ khu tự quản Žalec đóng tại Žalec.